# Nagytevel, Veszprém
Nagytevel (în germană Deutschtewel) este un sat în districtul Pápa, județul Veszprém, Ungaria, având o populație de 532 de locuitori (2011).

## Demografie
Componența etnică a satului Nagytevel
     Maghiari (79,84%)
     Germani (18,7%)
     Necunoscut (0,65%)
     Romi (0,81%)
     Alții (0,65%)
Componența confesională a satului Nagytevel
     Romano-catolici (71,05%)
     Reformați (8,27%)
     Luterani (4,89%)
     Fără religie (3,2%)
     Necunoscută (12,59%)
Conform recensământului din 2011, satul Nagytevel avea 532 de locuitori. Din punct de vedere etnic, majoritatea locuitorilor (79,84%) erau maghiari, cu o minoritate de germani (18,7%). Apartenența etnică nu este cunoscută în cazul a 0,65% din locuitori.  Din punct de vedere confesional, majoritatea locuitorilor (71,05%) erau romano-catolici, existând și minorități de reformați (8,27%), luterani (4,89%) și persoane fără religie (3,2%). Pentru 12,59% din locuitori nu este cunoscută apartenența confesională.